# Perényi Gábor (országbíró)
Perényi Gábor (Gábriel) (1532. október 19. – 1567. június 7. vagy 28.) országbíró, a reformáció elkötelezett híve, számos országos tisztség viselője.

## Származása
Édesapja Perényi Péter, erdélyi vajda és koronaőr volt. Édesapjának két felesége volt (Thurzó Margit, Székely Klára); Perényi Gábor testvérei és féltestvérei: Ferenc, akit 8 évesen török fogságba hurcoltak, Miklós váci püspök, Erzsébet, Drugeth Ferenc/György felesége és Borbála.

## Pályafutása
Apja halála után, öröklés útján 1548-ban lett Abaúj vármegye örökös főispánja és már 20 éves korában felső-magyarországi főkapitány. 1554. november 5. – 1557 között tárnokmester, majd 1563. december 27-én országbíró lett.
Perényi Gábor fejezte be 1563-ban a Pataki vár és a Füzéri vár építését, amit még apja Péter kezdett el. Életét a köszvény keserítette meg, 1560-ban hazahívatta Balsaráti Vitus Jánost, aki magánorvosa lett. Sárospatakon, a Szent Mihály-templomban helyezték örök nyugalomra. Felesége Ország Ilona volt, gyermekeik nem lévén, benne halt ki a Perényiek nádori ága. Ország Ilona telepítette a sárospataki Gombos-kertet.
A korabeli rossz nyelvek szerint, rendkívül féltékeny volt feleségére és rendkivüli hatalomvággyal rendelkezett. Leírások szerint társaságba soha nem engedte feleségét, még az ablakon sem engedte kinézni, és amikor egy ifjú nemes, Semsey Istvánt – aki állítólag – szerelemtől lángoló pillantásokat vetett feleségére, megmérgezte a férfit. Féltékenységének tulajdonították feleségének megmérgezését is. Azonnali halállal fenyegetve kényszerítette az orvos Balsaráti Vitus Jánost, hogy az mérget keverjen és itassa meg azt a feleségével, nehogy az „a halála után másé legyen”. Az asszony megbetegedett, a lassú hatású méreg ereje hatott, s bár túlélte férjét, de nem sokkal Perényi Gábor halála után 1569-ben meghalt.
A másik vád az volt, hogy a török fogságból szabadult testvérét a Bodrogba fojtotta, mert nem akart vele osztozni a hatalmas vagyonon, amit maga az író, Forgách Ferenc is kétségbe von. Egy állítólagos Ferencet 1548 májusában az esztergomi káptalan emberei Füzéren hallgattak ki, ő Poór Mihálynak, esztergomi szülők gyermekének vallotta magát.